# Menhir de Killarney
Le menhir de Killarney est un mégalithe situé près de la ville de Killarney, dans le comté de Kerry, en Irlande. 

## Situation
Le menhir se dresse dans un pré, à environ deux kilomètres à l'est-nord-est de Killarney. Un cromlech se trouve à environ trois kilomètres au sud-est du menhir.